# جريسان

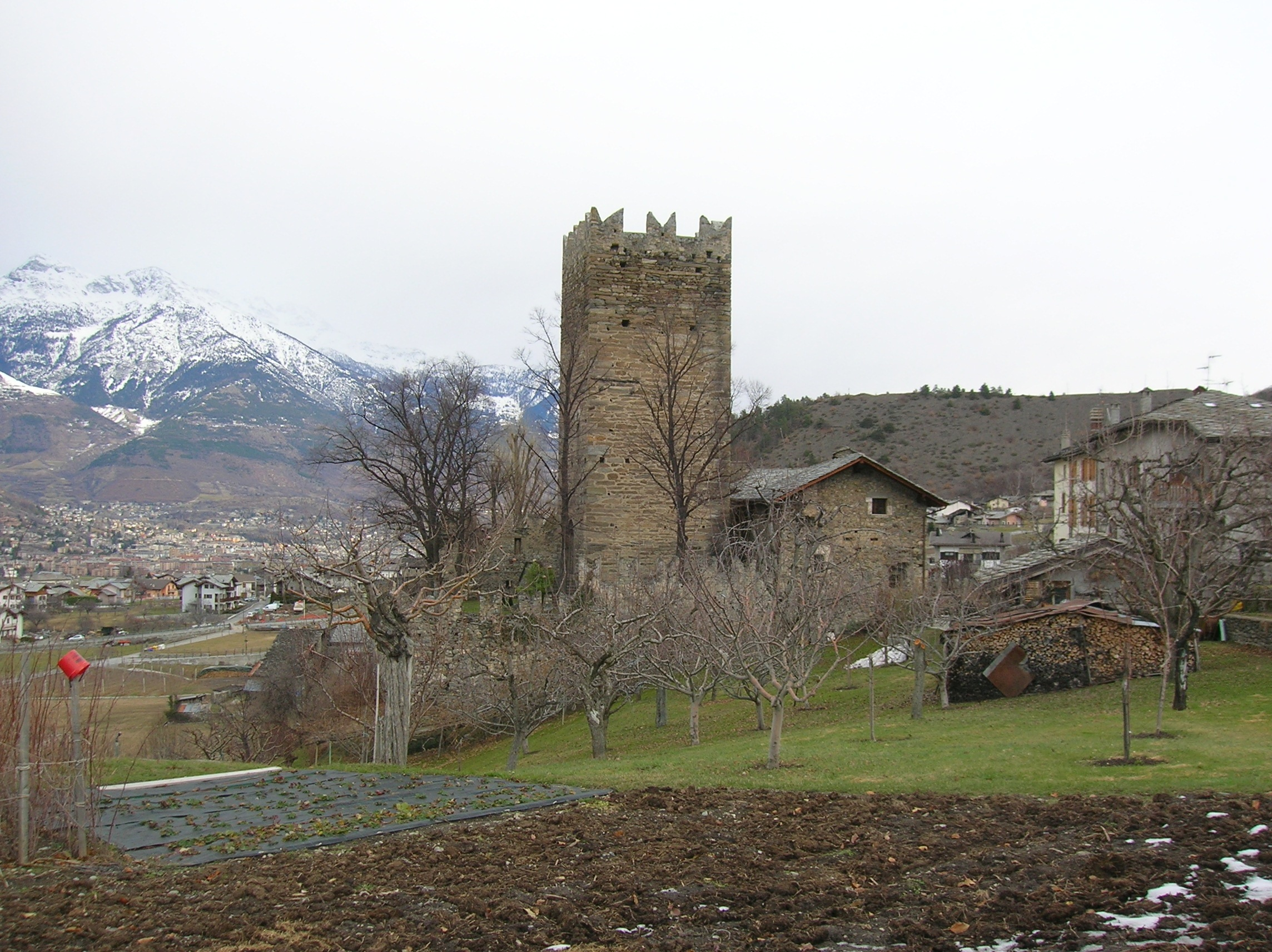
قلعة توردي فيلا

جريسان (فالدوتين: Grésàn أو Gréssan) هي بلدية أو مدينة في منطقة وادي اوست في شمال غرب إيطاليا. شفيعها هو القديس ستيفن.

## مشاهير
- ماتروني بلانشيت، (1892-1974)، أسقف اوستا.